# XULJet
XULJet é um open-source JavaScript framework para o Mozilla XULRunner run-time environment. Ele foi projetado para escrever  aplicações desktop em JavaScript puro.
XULJet fornece uma arquitetura de componentes e elementos de interface de usuario, projetados pelo Seaside. Ele implementa algumas especificações do CommonJS. .

## Exemplos
Ola mundo em XULJet:
```
var
 
xuljet
 
=
 
require
(
'lib/xuljet'
);

var
 
Main
 
=
 
function
(
aWindow
)

{

  
xuljet
.
Component
.
call
(
this
,
 
aWindow
);

  
this
.
message
 
=
 
"Ola mundo!"
;

}

xuljet
.
inherits
(
Main
,
 
xuljet
.
Component
);

Main
.
prototype
.
render
 
=
 
function
(
xul
)

{

    
xul
.
vbox
({
flex
:
 
1
},
 

      
xul
.
toolbox
(

        
xul
.
menubar
(

          
xul
.
menu
({
label
:
 
"File"
,
 
accesskey
:
 
"f"
},

            
xul
.
menupopup
(

              
xul
.
menuitem
({
label
:
 
"Close"
,
 
oncommand
:
 
"window.close()"
}))))),
 

      
xul
.
vbox
({
align
:
 
"center"
,
 
pack
:
 
"center"
,
 
flex
:
 
1
},
 

        
xul
.
description
({
bind
:
 
"desc"
},
 
"Press the button"
),

        
xul
.
button
({
label
:
 
"OK"
,
 
oncommand
:
 
function
()
 
{

          
this
[
"desc"
].
value
 
=
 
this
.
message
}})),

      
xul
.
statusbar
(

        
xul
.
statusbarpanel
({
flex
:
 
1
,
 
label
:
 
'Ready...'
})))

  
}

}

function
 
main
()

{

  
var
 
rootComponent
 
=
 
new
 
Main
(
window
);

  
window
.
setTitle
(
"XULJet"
);

  
rootComponent
.
beMainWindowComponent
();

}

```

## Referencias
1. ↑  http://wiki.commonjs.org/wiki/Implementations/XULJet